# 31 mai
ianuarie • februarie • martie  • aprilie  • mai  • iunie  • iulie  • august  • septembrie  • octombrie  • noiembrie  • decembrie
31 mai este a 151-a zi a calendarului gregorian și ziua a 152-a în anii bisecți. Mai sunt 214 zile până la sfârșitul anului.

## Evenimente

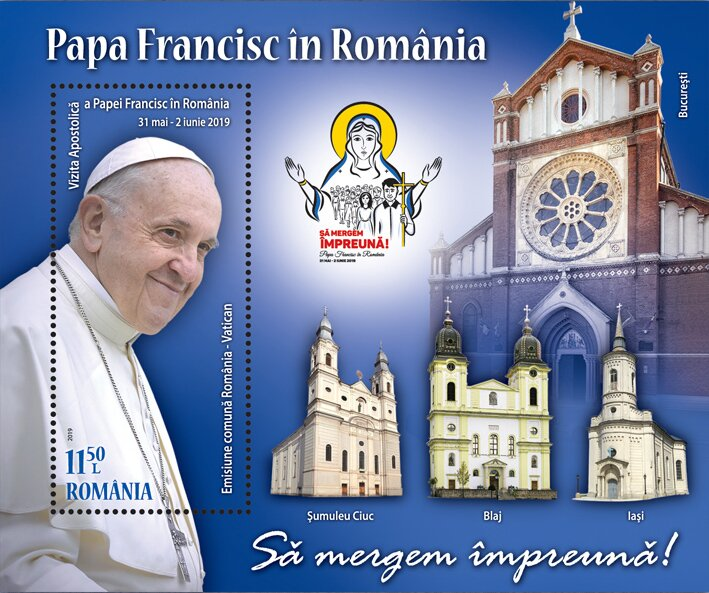
31 mai: Vizită apostolică a Papei Francisc în România timp de trei zile. Este a doua vizită a unui Suveran Pontif, după cea din 1999 a Papei Ioan Paul al II-lea.

- 0455: Împăratul roman Petronius Maximus este omorât cu pietre de către o mulțime furioasă în timp ce fugea la Roma.
- 1223: Bătălia de la Râul Kalka - armatele mongole ale lui Genghis Han aflate sub comanda lui Subutai au învins Rusia Kieveană și cumanii.
- 1578: Regele Henric al III-lea pune prima piatră la Pont Neuf (Podul Nou), cel mai vechi pod din Paris, Franța.
- 1795: Tribunalul revoluționar din timpul Revoluției Franceze, un tribunal pentru procese politice, este desființat.
- 1859: Orologiul Parlamentului din Londra, poreclit ulterior Big Ben, a fost pornit pentru prima oară.
- 1902: Tratatul de la Vereeniging a pus capăt celui de-al doilea război al burilor.
- 1911: Are loc lansarea vasului RMS Titanic.
- 1911: Preșdintele Mexicului, Porfirio Díaz, fuge din țară în timpul Revoluției mexicane.
- 1916: Primul Război Mondial: Flota germană și cea engleză se înfruntă în Bătălia Iutlandei, cea mai mare confruntare navală din timpul primului război mondial.
- 1961: Uniunea Africii de Sud a devenit Republica Africa de Sud.
- 1962: Adolf Eichmann este spânzurat în Israel.
- 1970: Cutremurul din nordul Chile și Peru provoacă o alunecare de teren care îngroapă orașul Yungay, Peru; peste 47.000 de persoane sunt ucise.
- 2009: A încetat din viață britanica Millvina Dean, ultima supraviețuitoare a naufragiului vasului „Titanic” (15 aprilie 1912).
- 2013: Asteroidul 1998 QE2 s-a apropiat la 0,039 u.a. (15 distanțe lunare) de Pământ, cea mai mare apropiere a asteroidului de Pământ pentru cel puțin următoarele două secole.[2]
- 2019: Vizită apostolică a Papei Francisc în România timp de trei zile. Este a doua vizită a unui Suveran Pontif, după cea din 1999 a Papei Ioan Paul al II-lea.[1]

## Nașteri
- 1469: Manuel I al Portugaliei (d. 1521)
- 1535: Alessandro Allori, pictor italian (d. 1607)
- 1557: Feodor I al Rusiei (d. 1598)
- 1612: Margherita de Medici, Ducesă consort de Parma și Piacenza  (d. 1679)
- 1613: Johann Georg al II-lea, Elector de Saxonia (d. 1680)
- 1640: Mihail Korybut Wiśniowiecki, rege al Poloniei (d. 1673)
- 1653: Eleonora Maria Josefa de Austria, regină consort a Poloniei (d. 1697)
- 1656: Marin Marais, compozitor francez (d. 1728)
- 1718: Jacob Christian Schäffer, teolog luteran german (d. 1790)
- 1773: Ludwig Tieck, scriitor german (d. 1853)

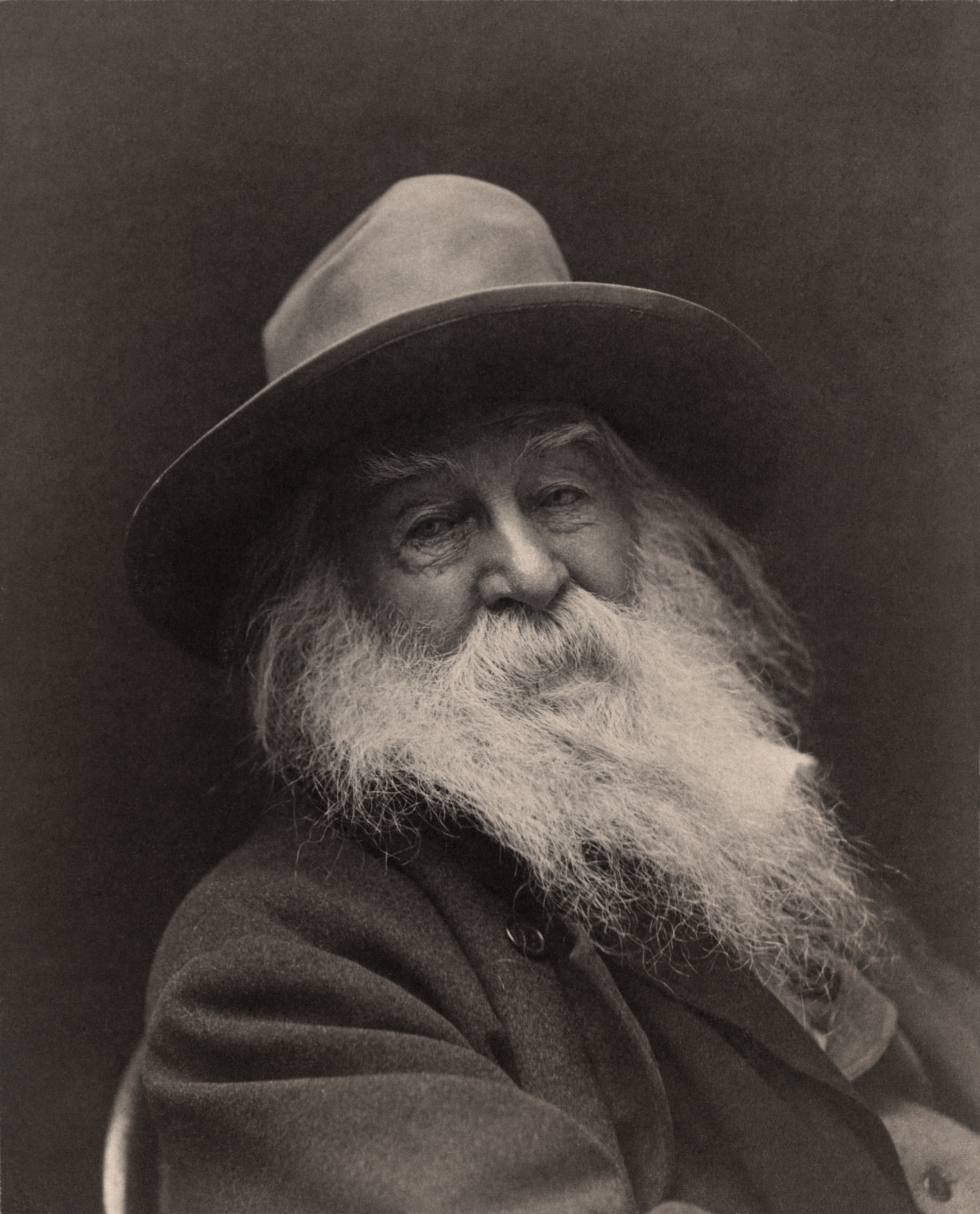
Walt Whitman, poet american
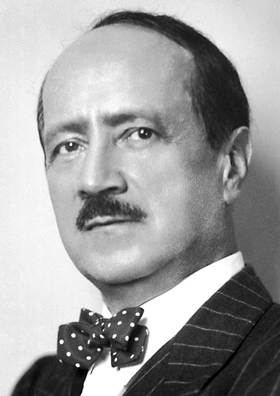
Saint-John Perse, poet francez, laureat Nobel
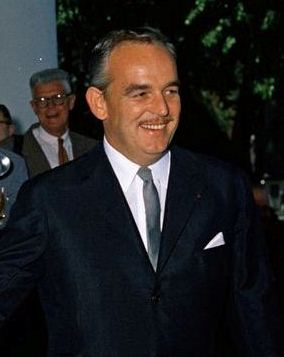
Rainier al III-lea, prinț de Monaco

- 1816: Dimitrie Ghica, politician român, prim-ministru al României în perioada 1868-1870 (d. 1897)
- 1818: George Pomuț, general american de origine română (d. 1882)
- 1819: Walt Whitman, poet american (d. 1892)
- 1836: Jules Chéret, pictor și litograf francez (d. 1932)
- 1857: Papa Pius al XI-lea (d. 1939)
- 1867: Prințesa Maria Josepha a Saxoniei (d. 1944)
- 1872: Charles Greeley Abbot, astrofizician american (d. 1973)
- 1883: Onisifor Ghibu, pedagog, memorialist, om politic român (d. 1972)
- 1887: Saint-John Perse, poet și diplomat francez, laureat al Premiului Nobel (d. 1975)
- 1907: Gheorghe Arsenescu, ofițer român (d. 1962)
- 1908: Don Ameche, actor american (d. 1993)
- 1916: Arhiducele Felix de Austria, al treilea fiu al împăratului Carol I al Austriei (d. 2011)
- 1921: Niculae Florea, inginer chimist român (d. 2022)
- 1921: Alida Valli, actriță italiană (d. 2006)
- 1923: Rainier al III-lea, prinț de Monaco (d. 2005)
- 1926: James Kruss, scriitor pentru copii german
- 1929: Andreas Meyer-Landrut, diplomat german
- 1930: Clint Eastwood, actor și regizor american
- 1931: Robert Schrieffer, fizician american, laureat Nobel (d. 2019)
- 1946: Adriana Bittel, prozatoare română
- 1948: Svetlana Alexievici, jurnalistă, ornitologă și scriitoare belarusă
- 1948: John Bonham, toboșar și compozitor englez (Led Zeppelin) (d. 1980)
- 1949: Tom Berenger, actor american
- 1950: Edgar Savisaar, politician eston

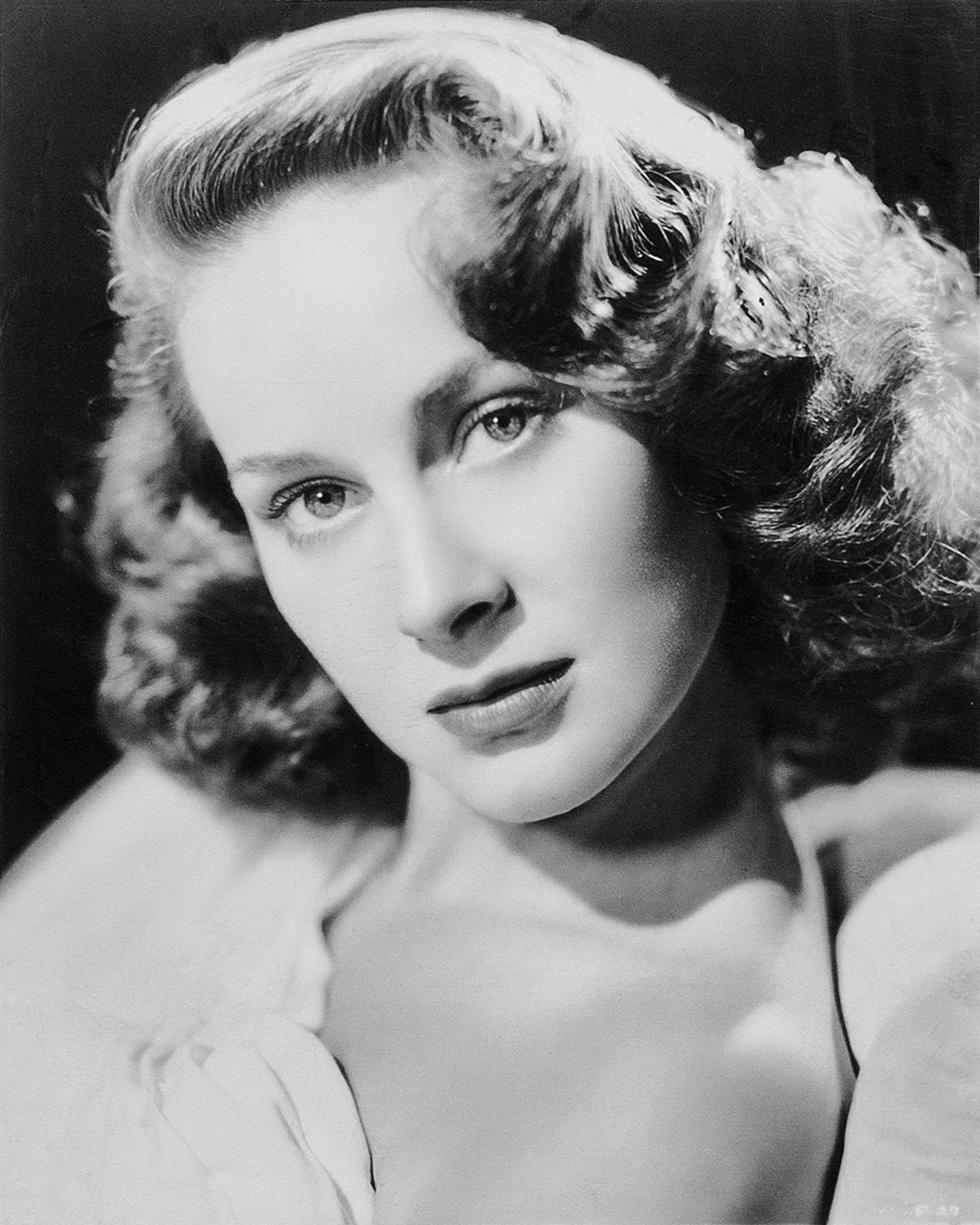
Alida Valli, actriță italiană
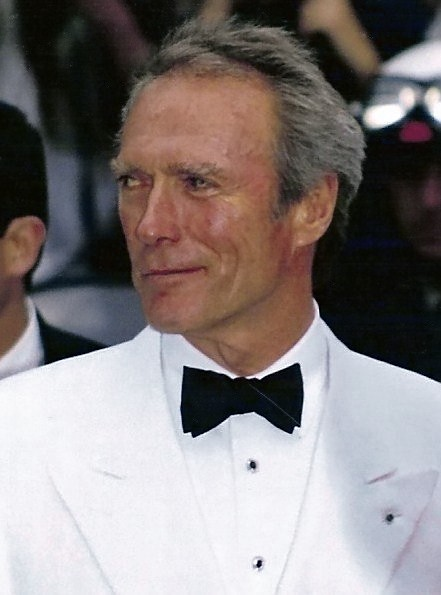
Clint Eastwood, actor și regizor american
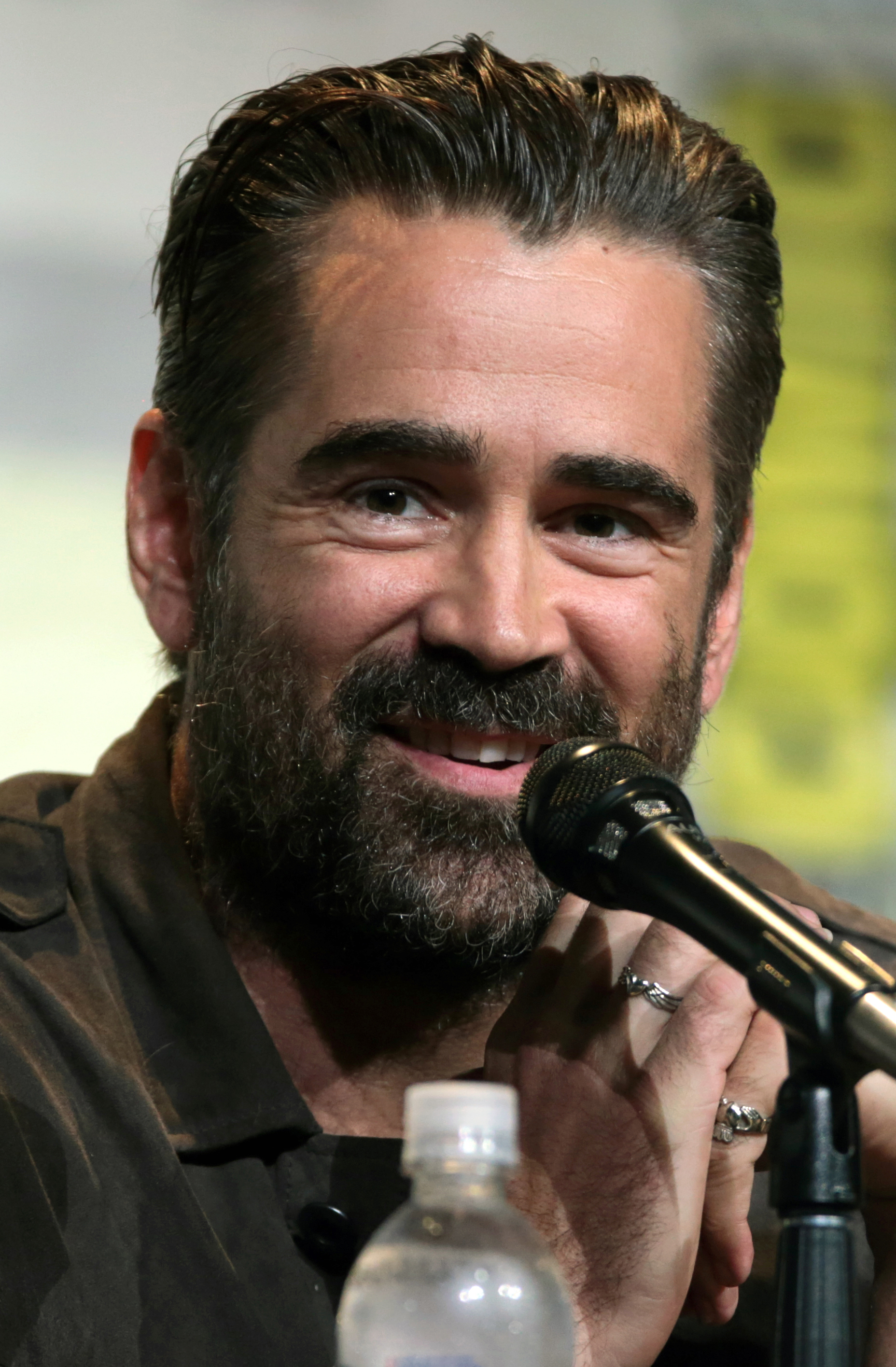
Colin Farrell, actor irlandez

- 1951: Serge Brussolo, scriitor francez
- 1954: Nicu Alifantis, muzician, cântăreț, actor, poet și compozitor român
- 1961: Lea Thompson (n. Lea Kathleen Thompson) este o actriță, regizoare și producătoare de televiziune americană
- 1962: Răsvan Popescu, jurnalist român
- 1963: Viktor Orbán, politician maghiar, prim-ministru al Ungariei
- 1965: Vasile Emilian Cutean, politician român
- 1965: Brooke Shields, actriță americană
- 1974: Zsolt Erdei, boxer maghiar
- 1976: Colin Farrell, actor irlandez
- 1979: Millo Simulov, regizor român de film
- 1981: Daniele Bonera, fotbalist italian
- 1983: Cabron, cântăreț român de muzică hip-hop
- 1986: Robert Gesink, ciclist neerlandez
- 1986: Sylwia Lisewska, handbalistă poloneză
- 1988: Laura Ioana Paar, jucătoare română de tenis
- 1989: Marco Reus, jucător german de fotbal
- 1991: Patrick Jørgensen, scrimer danez
- 1995: Alexandra Georgescu, handbalistă română
- 1995: Bianca Tiron, handbalistă română
- 2001: Iga Świątek, jucătoare poloneză de tenis

## Decese
- 0455: Petronius Maximus, împărat roman
- 1246: Isabella de Angoulême, regină consort a Angliei (n. c. 1188)
- 1495: Cecily Neville, mama regilor Eduard al IV-lea și Richard al III-lea (n. 1415)
- 1594: Tintoretto, pictor italian (n. 1518)
- 1740: Frederic Wilhelm I al Prusiei (n. 1688)
- 1809: Joseph Haydn, compozitor austriac (n. 1732)
- 1832: Evariste Galois, matematician francez (n. 1811)
- 1910: Elizabeth Blackwell,  medic american de origine engleză (n. 1821)
- 1938: Max Blecher, prozator și poet român (n. 1909)

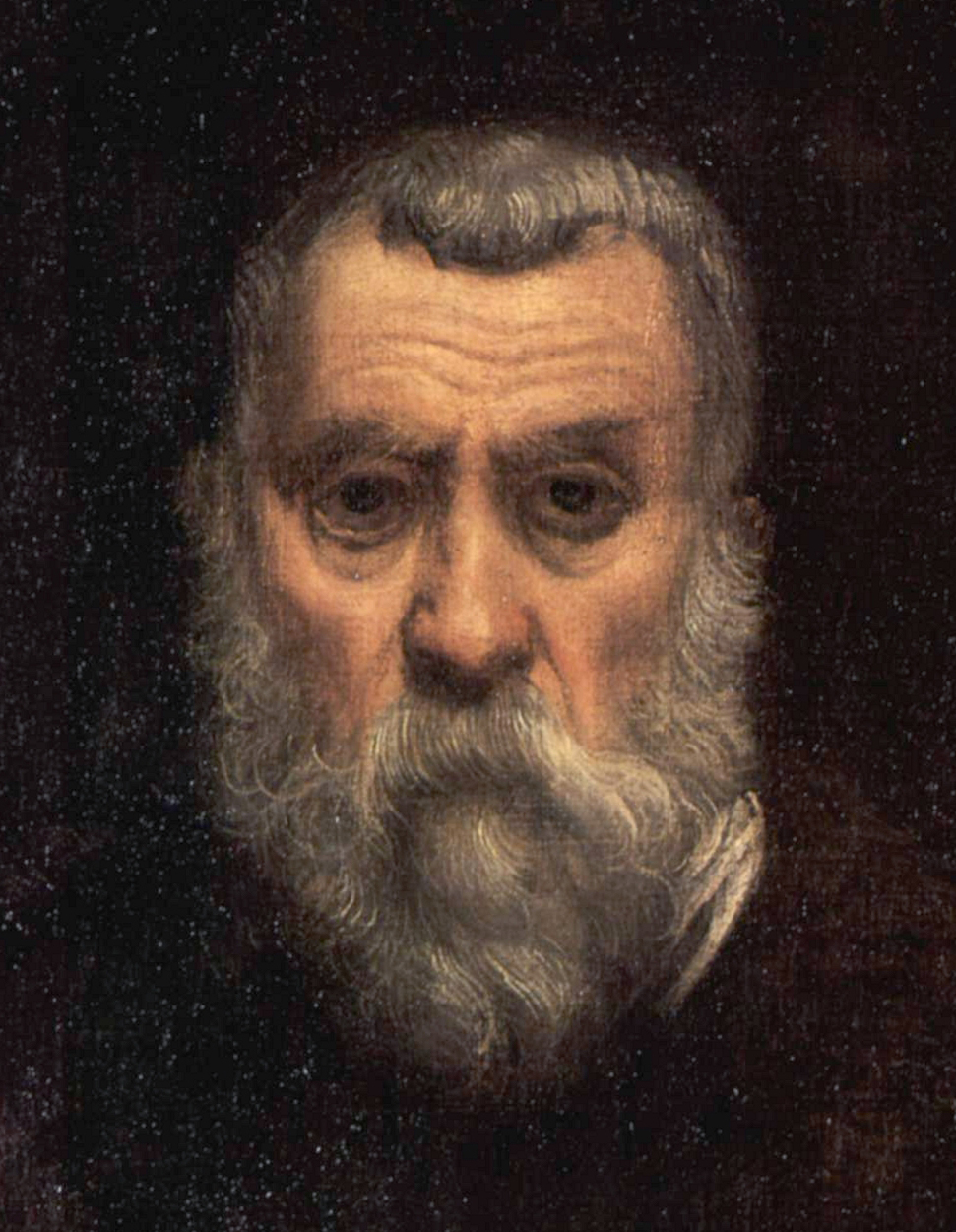
Tintoretto, pictor italian
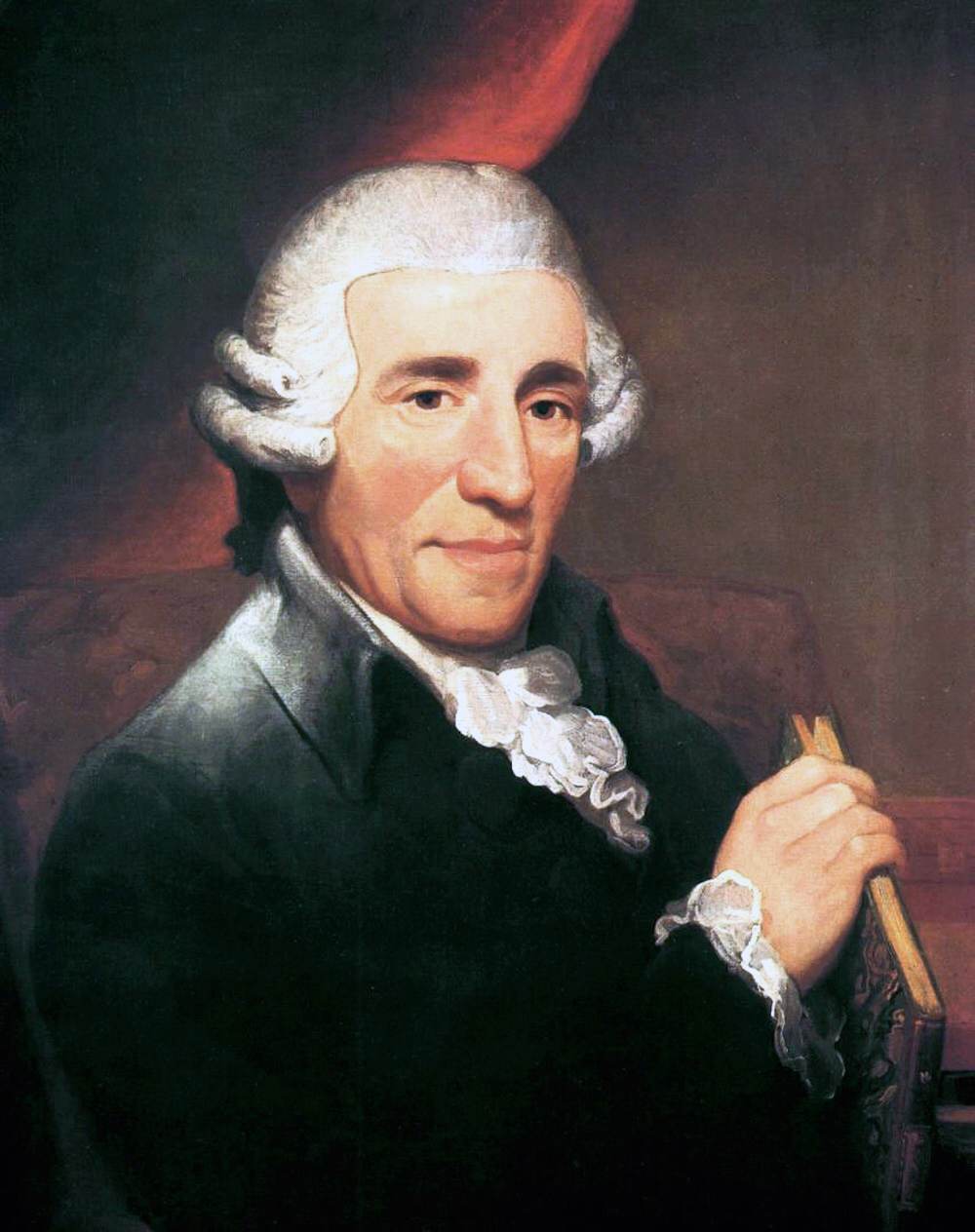
Joseph Haydn, compozitor austriac
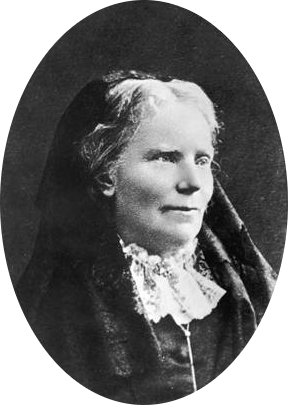
Elizabeth Blackwell,  medic american de origine engleză

- 1943: Prințul Georg de Bavaria, membru al Casei regale de Wittelsbach și preot catolic (n. 1880)
- 1957: Leopold Staff, poet polonez (n. 1878)
- 1976: Jacques Monod, biolog francez, laureat Nobel (n. 1910)
- 1978: József Bozsik, fotbalist maghiar (n. 1925)
- 1986: Leo James Rainwater, fizician american, laureat Nobel (n. 1917)
- 2000: Petăr Mladenov, politician bulgar (n. 1933)
- 2001: Faisal Husseini, politician palestinian (n. 1940)
- 2006: Raymond Davis, Jr., fizician american, laureat Nobel (n. 1914)
- 2009: Millvina Dean, ultima supraviețuitoare a naufragiului vasului „Titanic”  (n. 1912)
- 2021: Andreea Bollengier, jucătoare de șah româno-franceză (n. 1975)
- 2022: Vasile Rădulescu, politician român (n. 1945)

## Sărbători

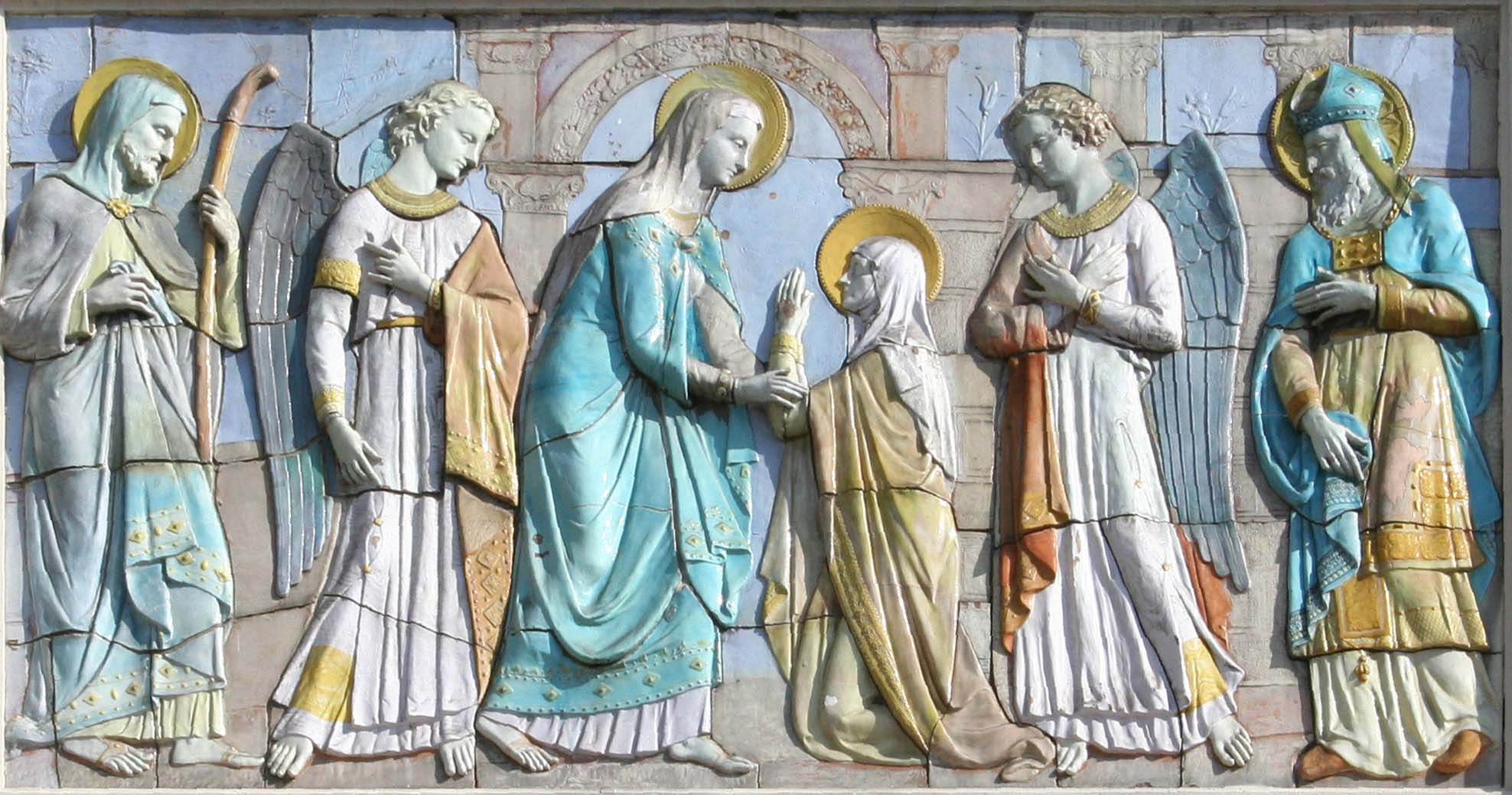
Vizita Fecioarei Maria

- Vizita Fecioarei Maria
- România: Ziua Geniștilor
- Ziua mondială fără tutun (ONU)

- Sfântul Mucenic Ermie